# Turquoise Hill Resources
Turquoise Hill Resources Ltd., tidigare Indochina Goldfields Ltd. och Ivanhoe Mines Ltd., är ett kanadensiskt gruvföretag som bryter guld och koppar i gruvan Oyu Tolgoi i södra Mongoliet. De äger 66% av den medan mongoliska staten äger resten. Turquoise Hill är ett dotterbolag till det brittisk-australiska gruvjätten Rio Tinto Group, som äger det till 50,8%.
Företaget grundades 1994 som Indochina Goldfields av Robert Friedland. År 1996 blev företaget börsnoterad och tre år senare fick det ett nytt namn i Ivanhoe Mines. I maj 2000 köpte företaget rättigheter för att genomföra prospektering i södra Mongoliet av gruvjätten BHP Billiton och upptäckte enorma guld- och kopparfyndigheter. Man uppförde gruvan Oyu Tolgoi, som är idag en av världens största gruvor för just guld och koppar. År 2006 beslutade en annan gruvjätte i Rio Tinto Group att investera i Ivanhoe Mines på grund av att Ivanohoe Mines var i behov av kapital. Rio Tinto ökade sitt ägande till 49% fram till år 2011, under åren var de dock ofta i konflikt med Friedland, som var då företagets styrelseordförande och VD. Friedland var oroad över att Rio Tintos investering, var i själva verket en långsiktig övertagande av Ivanhoe Mines. Till slut tröttnade Rio Tinto på honom och året efter ökade de sitt aktieinnehav till omkring 51% och tvingade honom att avsäga sig sina positioner och lämna företaget. Friedland och Rio Tinto hade dock år 2010 kommit överens om ett avtal rörande företagets namn Ivanhoe Mines och det skulle tillfalla Friedland om Rio Tinto skulle få aktiemajoritet i företaget. Företagets aktieägare sa ja till detta och godkände att Ivanhoe Mines skulle få namnet Turquoise Hill Resources om det så hände. I augusti 2013 beslutade båda företagen att byta namn till de nuvarande.
Huvudkontoret ligger i Montréal i Québec sedan 2020, innan dess låg den i Vancouver i British Columbia.